# Teclat d'ordinador

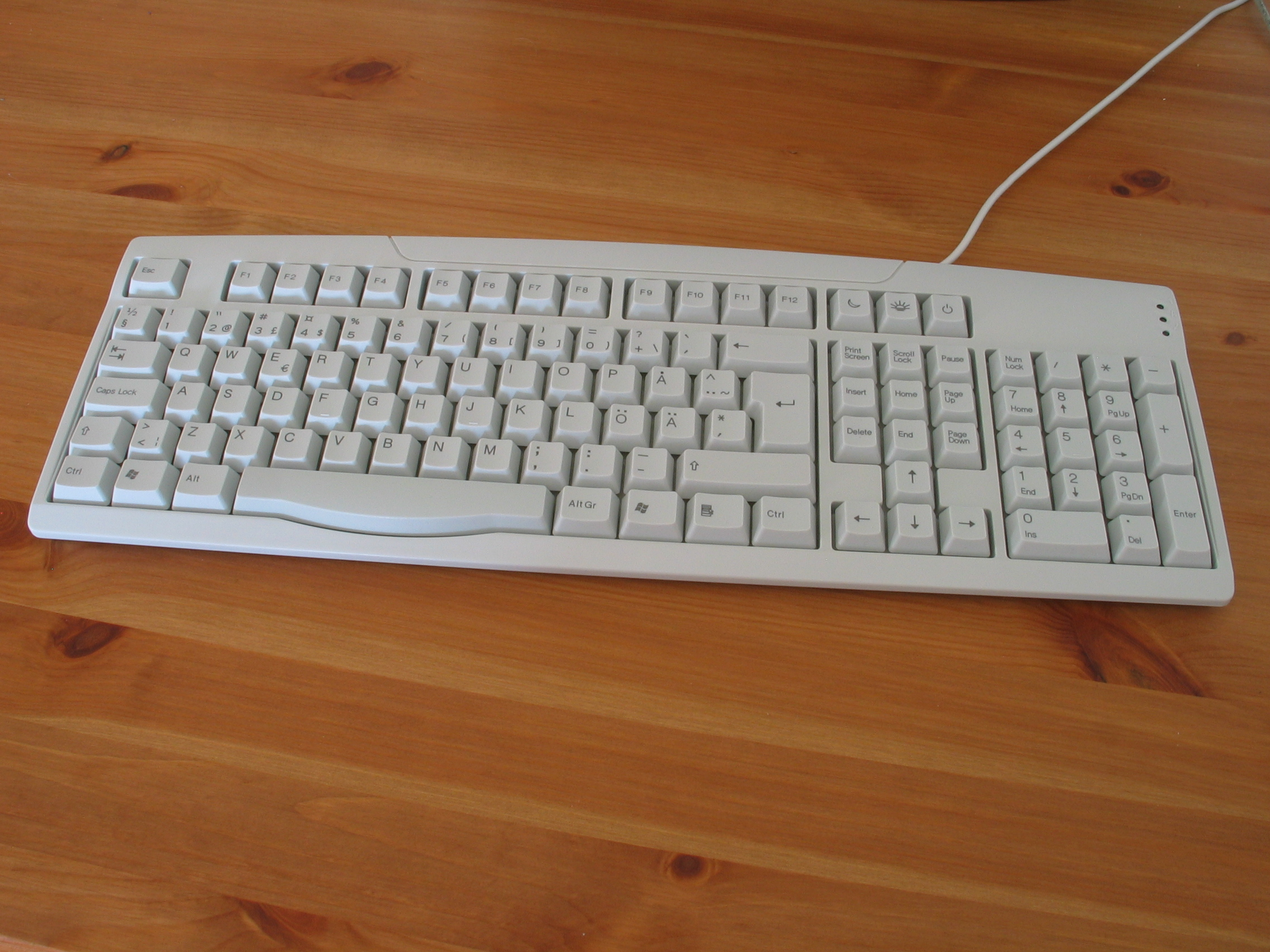
Teclat d'ordinador

En informàtica, un teclat d'ordinador és un perifèric utilitzat per la introducció d'ordres i dades en un ordinador, encara que teclats similars s'utilitzen també en màquines d'escriure. Actualment el teclat és un element indispensable per un ordinador i és juntament amb el ratolí el perifèric d'entrada més important.

## Història
Els primers teclats daten del segle xix quan es començaven a crear les primeres màquines d'escriure aquests teclats van ser importats als ordinadors i s'han tornat, juntament amb el ratolí un perifèric d'entrada indispensable.
Amb la intrusió de les màquines d'escriure electròniques i els primers ordinadors es va proposar seriosament de fer un canvi en la disposició de les tecles que havia estat creat per a dificultar-ne l'ús (vegeu disposició de les tecles). Però amb la temor que aquest fet fos dissuasiu quan la gent se'l canviés es va mantenir l'antic teclat QWERTY que encara avui és utilitzat per quasi tothom.
IBM va ser la primera empresa a començar a crear teclats, eren els PC/XT, que tenien 83 tecles i no posseïen cap indicador lluminós, l'Scan Code set1 és el primer teclat (1981) de la història dels PC. Actualment són obsolets, es connectaven de la mateix manera que els AT mitjançant una connexió 5-pin DIN.
El 1984 van aparèixer els primers teclats que incorporaven un indicador lluminós: els AT que, a més, incloïen la tecla Pet Sis (en total 84 tecles).
Els Teclats AT extensos o (MFII, MultiFunció II; 1987) van arribar a la xifra de 102 tecles (101 a la versió americana): van afegir les tecles F1, F2, F3…, el segon Alt i Control (fins llavors als teclats sols n'hi havia un de cada) i es van duplicar les tecles de moviment del cursor: Van ser comercialitzats, també, per IBM.
Els PS/2 són molt semblants, mitjançant una connexió mini-DIN de 6 pin. Actualment els noms AT i PS/2 s'empren per a descriure les connexions per tal com hi ha una gran diversitat d'aquests.
Un canvi posterior que es va fer als teclats és la inclinació que fa més còmoda, i en menor mesura, més productiva la feina davant del teclat. Apple va comercialitzar l'Apple Adjustable Keyboard i alguns anys més tard Microsoft va produir el Natural Keyboard; dos teclats que incorporaven per primera vegada inclinació, però encara eren massa cars per a estar a disposició del públic general. Actualment la major part de teclats incorporen la possibilitat de tenir-lo amb inclinació o sense.
El recolza-canells permet que els canells siguin a una altura similar a la de les tecles, milloren en bona part la comoditat a l'hora de teclejar: Els teclats que incorporen aquesta característica juntament amb la inclinació són els teclats ergonòmics.

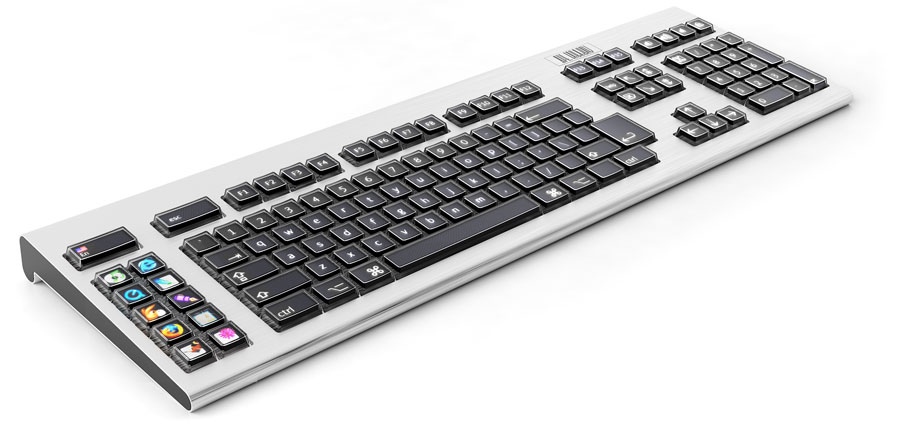
El teclat Optimus és una de les propostes més innovadores, amb memòria USB, sense fil i tecles amb una petita pantalla de color incorporada.

Els teclats multimèdia incorporen uns botons d'accés ràpid a opcions de l'ordinador com encendre el navegador d'Internet, el gestor de correu electrònic, canviar la cançó que s'escolta, etc.
Els teclats sense fil funcionen sense cables i fan més pràctic el lloc de treball suprimint els fils. També hi ha alguns teclats que funcionen alhora com a dispositiu d'emmagatzematge USB, com per exemple el teclat Lebedev Studio's Optimus-113 que a més té tecles personalitzables amb la imatge que vulgui l'usador per a poder identificar fàcilment la funció de la tecla gràcies a una pantalleta de color.
Encara que els teclats USB comencen a veure's poc, després d'haver-se definit l'estàndard USB, sols amb l'aparició de l'Apple iMac, que té tant teclat com ratolí USB de sèrie, que s'estandarditza el suport d'aquest tipus de teclat. A més té l'avantatge de fer-ho independentment del maquinari al qual es connecta. L'estàndard defineix scancodes de 16 bits que es transmeten per la interfície. Del 0 al 3 són codis d'error del protocol, anomenats NoEvent, ErrorRollOver, POSTFail, ErrorUndefined, respectivament. Del 224 al 231 es reserven per a les tecles modificadores (LCtrl, LShift, lAlt, LGui, RCtrl, RShift, ralt, RGUI)

## Parts d'un teclat
Un teclat està dividit en quatre grans parts que es poden veure amb un cop d'ull:
- Tecles de funció: Estan a la part superior del teclat s'anomenen FX on X un nombre de l'1 al 12. Depenent del programa obert i del maquinari instal·lat tenen diferents finalitats.
- Tecles d'edició: Tenen finalitats molt diverses i variades, inclouen també les fletxes de desplaçament que serveixen per moure's pel document o pantalla.
- Tecles alfanumèriques: Són les més emprades i estan situades entre la part central del teclat fins a la punta esquerra. Inclouen totes les lletres de l'alfabet i els nombres del 0 al 9. És aquesta part del teclat la vertadera herència del sistema QWERTY. Els nombres tenen 3 funcions a les quals es pot accedir amb la tecla de majúscules (les dibuixades sobre el número) i amb la tecla Alt a les del costat dret. Per tant, per fer el signe d'exclamació (!) s'ha de pitjar Majús+1 i per fer la barra vertical (|) s'ha de polsar Alt+1.
- Bloc numèric: Està situat a la part dreta del teclat i és format pels nombres escrits per ordre de menor a major començant per a baix a l'esquerra (sentit invers dels telèfons on es comença per a dalt a l'esquerra). El 0 està situat sota les tecles 1 i 2. En aquest bloc també s'hi trobar la tecla de Bloquejar Nombres (serveix per canviar la funció del bloc i que passin a ser fletxes) i algunes tecles de càlcul com la barra inclinada (/) per a dividir, l'asterisc (*) per a multiplicar i els signes de resta (-) i suma (+). També hi ha el punt per marcar els nombres decimals i la tecla Intro.

Alguns teclats incorporen diferents colors per les tecles especials i les tecles de lletres i nombres per facilitar la feina d'identificació de les tecles a l'usuari.

## Disposició de les tecles i tipus de teclats

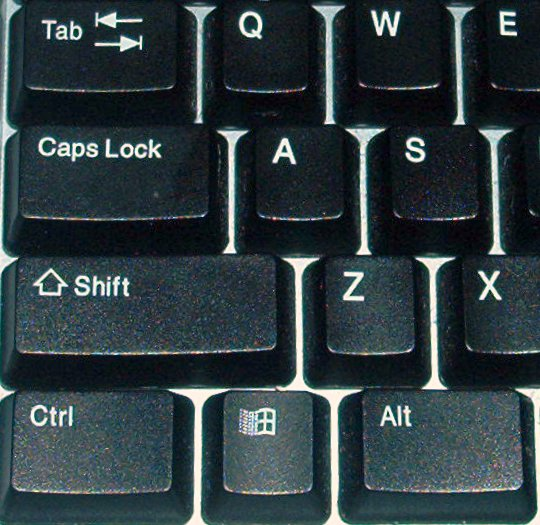
Porció del lateral esquerra d'un teclat QWERTY.

Existeixen diferents disposicions de teclat. El tipus estàndard de teclat anglès es coneix com a QWERTY, i és el que s'utilitza habitualment en els països occidentals, amb l'alfabet "llatí". Les sigles corresponen a les primeres lletres del teclat, començant per l'esquerra en la fila superior.

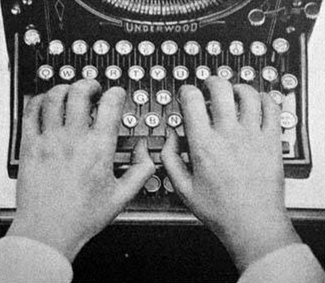
Màquina d'escriure utilitzant el teclat QWERTY.

### Història de la disposició de les tecles
La disposició de les tecles que, a simple vista no té cap raó lògica, prové del segle xix. El 1867 Cristopher Letham Sholes va dissenyar la primera màquina d'escriure funcionava mecànicament: al polsar la tecla d'una lletra un martellet mecànic es dispara cap al paper, on hi deixa la lletra escrita gràcies a una cinta impregnada de tinta. Ben aviat van sorgir els primers problemes, els martellets tornaven massa lentament i feien tardar més a la pròxima lletra i provocaven molt sovint que la màquina s'encallés si els operaris escrivien massa de pressa. Mentre no es millorava la tecnologia Letham Sholes va estudiar una disposició de les tecles que faria que els treballadors tardessin més temps per escriure, donant temps així a la màquina d'escriure. La disposició de les tecles feia que les síl·labes més emprades en anglès s'haguessin d'escriure amb el mateix dit, fent així més lent el procediment. A més la mà que més treballava era l'esquerra (un 60% respecte a un 40% de la mà dreta) fet que feia que la majoria de la població (és a dir, la dretana, que s'estima que és un 90%) haguessin de fer un nombre major de feina amb la mà "dolenta". de tal manera que una persona normal escriu entre 30 i 40 paraules per minut, i una persona amb molta pràctica en pot escriure entre 50 i 60. Aquest tipus de teclat va ser patentat per Shole l'any 1868. Una altra raó per utilitzar aquesta disposició de les tecles era que les lletres més emprades estaven molt allunyades i, per tant, també els martellets que les escrivien: si els martellets no estaven a prop era més difícil que s'encallessin. Aquests teclats s'anomenen QWERTY seguint la disposició de les lletres per ordre començant per a dalt a l'esquerra.
Aquesta disposició s'ha conservat encara fins avui als ordinadors.

### Alternatives
S'han suggerit diverses alternatives a la disposició del teclat QWERTY, remarcant-ne avantatges com grans velocitats de teclatge i millores de caràcter postural feta per a evitar dolors musculars i òssies com la coneguda "tendinitis".

Teclat Dvorak.

L'alternativa més famosa és el Teclat Simplificat Dvorak que prové del 1920/30, dissenyat per August Dvorak i William Dealey tot i que només aporta aquests beneficis mentre s'usi la llengua anglesa. Aquest teclat feia que les lletres més utilitzades de l'alfabet (les 5 vocals i les consonants D, H, T, N i S) estan més pròximes als dits. Les mans es distribueixen la feina en un 50% cada una i en la majoria de paraules s'ha d'anar intercalant les dues mans, i quasi mai el mateix dit.
Una altra alternativa és el teclat ergonòmic, que divideix les tecles per les dues mans amb diferents orientacions cada una, tot i millorar relativament la comoditat a l'hora d'escriure va fallir a causa de l'aparició en aquella època dels nous teclats per a Windows 95 que tenien tecles especials per navegar pels menús Windows que els feien més atractius per al públic.

### Teclats demogràfics

#### Teclat anglès
El teclat anglès és el teclat "base" del qual posteriorment se n'han fet diverses modificacions per adaptar-se a altres llengües. Està basat en el teclat QWERTY.

#### Teclat espanyol

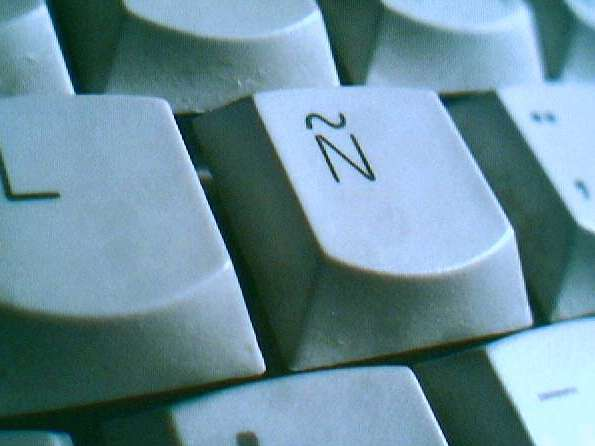
La tecla de la Ñ és un dels canvis més visibles d'un teclat espanyol respecte un d'anglès.

El teclat espanyol pateix moltes variacions respecte al teclat anglès. La inclusió de la lletra Ñ, els accents, els signes de puntuació invertits fan que hagi de tenir més tecles que el teclat anglès i, per tant, el teclat sigui completament diferent. Les lletres estan col·locades igual que en el teclat anglès, amb el sistema QWERTY amb l'única particularitat que al costat de la L hi ha la lletra Ñ només present en el castellà.
També hi ha una versió alternativa del teclat espanyol que fa modificacions a les tecles dels signes i al costat de la Ñ hi incorpora una tecla amb la Ç.

#### Teclat català
La major part d'Estats tenen un teclat fet a la mida de la seva llengua oficial. Per exemple un teclat anglès és diferent d'un teclat txec, per no dir d'un teclat japonès. Si bé la major part de les tecles són iguals hi ha petits canvis, lletres que tan sols existeixen en una llengua (com la ñ al castellà, "ç" i el punt volat del català), accents...
Els catalanoparlants no tenen pas un teclat oficial i amb prou suport fet expressament pel català sinó que s'utilitzen els teclats emprats pels governs estatals de cada territori o els de les empreses informàtiques mateixes: a Catalunya, País Valencià, Balears, la Franja de Ponent i Andorra s'acostuma a utilitzar el teclat espanyol; a la Catalunya Nord el teclat francès; i a l'Alguer el teclat italià.
Amb el teclat espanyol és relativament fàcil d'escriure en català perquè està adaptat per a escriure castellà (incorpora la ñ, accents tancats…), català (incorpora la ela geminada, accents tancats i oberts, dièresi...), gallec (incorpora accents tancats, la ñ...), basc (no té caràcters especials), portuguès (incorpora el "tilde" portuguès, accents tancats i oberts, l'accent circonflex…), anglès, entre altres llengües. Amb el teclat francès s'ha d'utilitzar llargues combinacions de tecles per a escriure caràcters catalans, que no sempre tenen resultat. En aquest sentit el teclat francès tampoc no permet l'escriptura en portuguès, espanyol o gallec, de fet solament es pot escriure francès i anglès.
No obstant això, l'arribada dels smartphones ha permès la creació d'un teclat propi. Actualment en telèfons moderns amb sistemes operatius com iOS, Android o Windows Phone, entre d'altres, s'hi pot observar la possibilitat d'afegir un teclat català propi i diferenciat de l'espanyol, francès o italià. Teclat en què desapareix la "ñ", que és substituïda per la "ç". Ara bé, roman un teclat virtual, car no existeix de moment cap teclat físic en català.

## Tipus segons la forma física
Teclat ergonòmic
Dissenyats per donar més comoditat per a l'usuari, ajudant-lo a tenir una posició més relaxada dels braços.
Teclat multimèdia
Afegeix tecles especials que anomenen alguns programes a l'ordinador, com a accés directe, com ara el programa de correu electrònic, la calculadora, el reproductor multimèdia, etc.
Teclat flexible
Aquests teclats són de plàstic suau o silicona que es pot doblegar sobre si mateix. Durant el seu ús, aquests teclats es poden adaptar a superfícies irregulars, i són més resistents als líquids que els teclats estàndard. Aquests també poden ser connectats a dispositius portàtils i telèfons intel·ligents. Alguns models poden ser completament submergits en aigua, de manera que hospitals i laboratoris els usen, ja que poden ser desinfectats.
Teclat en pantalla
Avui dia existeixen també els teclats en pantalla, també anomenats teclats virtuals, que són (com el mateix nom indica) teclats representats a la pantalla, que s'utilitzen amb el ratolí o amb un dispositiu especial (podria ser un joystick). Aquests teclats s'utilitzen majoritàriament en dispositius mòbils com telèfons, tauletes i PDA, així com consoles de videojocs i televisors intel·ligents.
Teclats de projecció
Hi ha teclats de projecció, de la mateixa mida que un teclat estàndard però que utilitzen làser. Es poden connectar per USB, Bluetooth o Wi-Fi.
Teclats de membrana
Els teclats de membrana estan construïts amb dues làmines (membranes) plàstiques i primes, amb pistes conductores gravades a la cara interior, i una tercera membrana de separació, foradada a les zones on va una tecla. Quan es fa pressió sobre elles, es toquen, passant l'electricitat de l'una a l'altra, de manera que es pot saber quina tecla està premuda. Els teclats de membrana pateixen força amb l'ús; per això, els ordinadors actuals ja no els incorporen. Van ser molt usats en el passat, encara que la membrana ha estat utilitzada per a la aïllació de pluges també és utilitzada per a la aïllació tèrmica que atrau. La seva tecnologia es basa en membranes primes que condueixen el senyal en pressionar una tecla. Aquest teclat serveix en part perquè les restes que es colen entre les escletxes siguin més fàcils de treure i així el teclat no es contamini.
Teclats capacitius
Són els que fan servir sensors capacitius per detectar la interacció de l'usuari.
Teclats de contacte metàl·lic
Els teclats de contacte metàl·lic són com una barreja entre els teclats de membrana i els teclats mecànics, i consisteixen en un circuit que es tanca per la interacció entre dues plaques metàl·liques.
En comú aquests teclats tenen una sensació i interacció molt bona però la seva durabilitat és força curta atès que els circuits del teclat no tenen algun tipus de protecció com sí que la tenen els teclats de membrana: encara que hi ha alguns models que insereixen un material esponjós entre les dues plaques, això no garanteix tanta protecció com una membrana de goma.
Teclats mecànics
Els teclats mecànics són constituïts principalment per interruptors que actuen de manera independent, encara que la seva definició no és rigorosa i hi ha casos on no és possible determinar si ho són. La gran majoria d'interruptors utilitza un moll o ressort perquè la tecla premuda torni cap amunt, a diferència dels teclats de membrana que usen cúpules de goma per tornar cap amunt i accionar la tecla al mateix temps, encara que els interruptors Topre utilitzen una cúpula de goma sobre un moll capacitiu. Als teclats mecànics els interruptors poden ser de tres tipus, linears, tàctils i clicky.

## Combinacions de tecles

### Control+Alt+Del
La funció Control+Alt+Delete (Control+Alt+Supr, en teclats espanyols) va ser ideada per David J. Bradley, extreballador d'IBM. La creació d'aquesta combinació de tecles data dels anys 80 quan IBM dissenyava ordinadors personals, s'havien de fer contínues proves de maquinari i contínuament es produïen errors que feien haver de reinicialitzar el PC. Per a tornar a engegar un ordinador es tardava vora un minut entre que s'esperaven alguns segons per a no reescalfar el maquinari i que la computadora feia les rutines d'autoverificació. La solució era de crear la possibilitat de reinicialitzar el PC en calent, estalviant així molt temps. Va pensar en una combinació de tecles que mai ningú no polsés a la vegada per accident: la tecla Control, la tecla Alt i una tercera que seria a l'altre cap, en principi aquesta tercera hauria estat la tecla + però finalment es va optar per la tecla de Suprimir, més lògica. Segons Bradley no va prendre ni 5 minuts d'escriure aquesta funció. A la primeria solament l'havien d'utilitzar els programadors d'IBM, però ràpidament els usuaris la van començar a utilitzar cada cop que se'ls "penjava" l'ordinador.
Actualment als sistemes operatius Windows XP i 2000 aquesta tecla serveix per a obrir "L'administrador de tasques".